# Liste der Biografien/Zr
Liste der Biografien |
Portal Biografien |
Personensuche
# |
A |
B |
C |
D |
E |
F |
G |
H |
I |
J |
K |
L |
M |
N |
O |
P |
Q |
R |
S |
T |
U |
V |
W |
X |
Y |
Z |
?
 
Za |
Zb |
Zc |
Zd |
Ze |
Zf |
Zg |
Zh |
Zi |
Zj |
Zk |
Zl |
Zm |
Zn |
Zo |
Zr |
Zs |
Zu |
Zv |
Zw |
Zy |
Zz
Die Liste der Biografien führt alle Personen auf, die in der deutschsprachigen Wikipedia einen Artikel haben. Dieses ist eine Teilliste mit 31 Einträgen von Personen, deren Namen mit den Buchstaben „Zr“ beginnt.

## Zr

### Zre
- Zreiq, Hisham (* 1968), palästinensisch-israelischer Filmemacher und bildender Künstler
- Zreľák, Adam (* 1994), slowakischer Fußballspieler
- Zrenjanin, Žarko (1902–1942), jugoslawischer Politiker
- Zrenner, Christoph (* 1960), deutscher Schauspieler
- Zrenner, Eberhart (* 1945), deutscher Arzt, Hochschullehrer für Augenheilkunde in Tübingen
- Zrenner, Ulrich (* 1962), deutscher Fernsehregisseur
- Zrenner, Walter (1914–2009), österreichischer Schriftsteller

### Zri
- Zrihen, Olga (* 1953), belgische Politikerin der Parti Socialiste, MdEP
- Zrilić, Veselin (* 1950), jugoslawischer Fußballspieler
- Zrimšek, Jure (* 1982), slowenischer Radrennfahrer
- Zrinski, Adam (1662–1691), kroatischer Adliger und Offizier der Österreichischen Reichsarmee
- Zrinski, Ivan Antun (1651–1703), kroatischer Adliger
- Zrinski, Jelena (1643–1703), kroatische Adlige aus dem Hause ZrinskiJelena Zrinski (1643–1703)

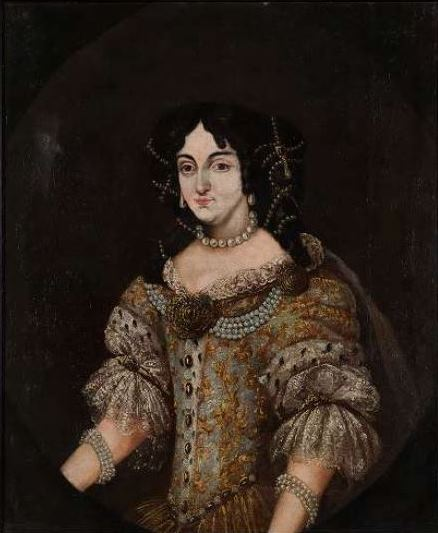
Jelena Zrinski (1643–1703)

- Zrinski, Juraj (1599–1626), Ban von Kroatien aus dem Hause Zrinski
- Zrinski, Juraj IV. (1549–1603), kroatischer Adliger; Schatzmeister des kroatisch-ungarischen Königreichs und Gespan der Gespanschaft Zala
- Zrinski, Nikola III. († 1534), kroatischer Hochadliger, Diplomat und Feldherr aus dem Hause Zrinski
- Zrinski, Nikola Šubić († 1566), kroatisch-ungarischer Feldherr und Verteidiger von Szigetvár bei PécsNikola Šubić Zrinski († 1566)

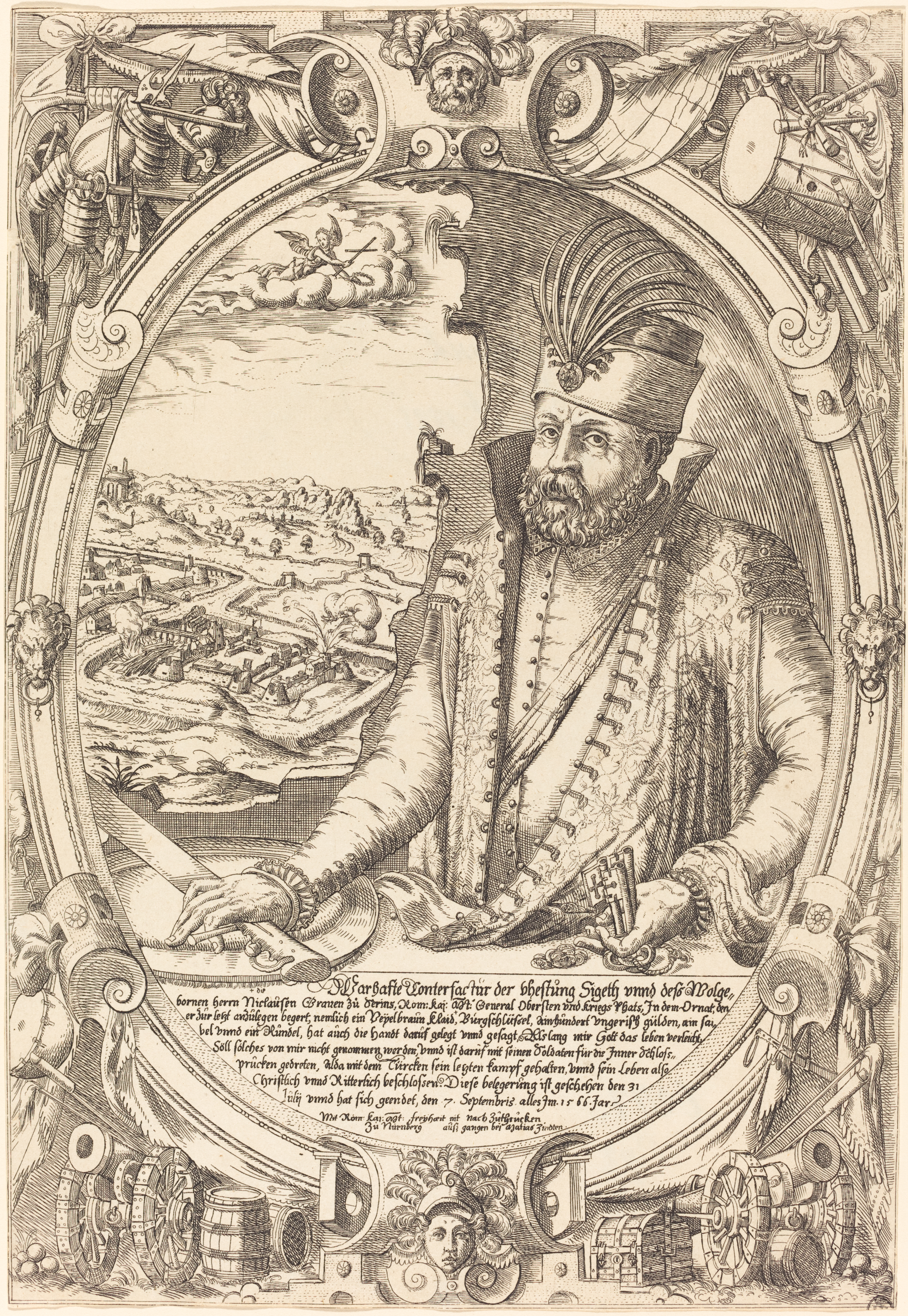
Nikola Šubić Zrinski († 1566)

- Zrinski, Nikolaus (1620–1664), kroatisch-ungarischer Feldherr und Dichter
- Zrinski, Petar (1621–1671), kroatischer Nationalheld

### Zrn
- Zrnčić-Dim, Natko (* 1986), kroatischer Skirennläufer
- Zrnec, Maja (* 1988), slowenische Handballspielerin und -trainerin
- Zrnić, Dušan (* 1942), jugoslawischer Naturwissenschaftler
- Zrnić, Vedran (* 1979), kroatischer Handballspieler

### Zro
- Z’Rotz, Philipp (* 1980), Schweizer Jazzmusiker (Saxophone, Klarinetten)
- Z'Rotz, Walter (1878–1945), Schweizer Politiker

### Zru
- Zrubáková, Radka (* 1970), slowakische Tennisspielerin
- Zrust, Wenzel (1881–1940), österreichischer Oberbereiter

### Zry
- Zryd, Andrea (* 1975), Schweizer Politikerin der Sozialdemokratischen Partei (SP)
- Zryd, Annerösli (* 1949), Schweizer Skirennläuferin
- Zryd, Miro (* 1994), Schweizer Eishockeyspieler

### Zrz
- Zrzavý, Jan (1890–1977), tschechischer Maler, Grafiker und Illustrator